# عامل نمو شبيه الأنسولين 2
عامل النمو شبيه الانسولين 2 (IGF-2) هو أحد ثلاثة هرمونات بروتينية تتشارك تشابهاً هيكلياً مع الأنسولين. تعريف MeSH (نظام فهرسة المواضيع الطبية) يقول: "ببتيد متعادل موصوف جيداً يُعتقد أنه يُفرز بواسطة الكبد ويدور في الدم. لديه أنشطة تنظيمية للنمو، شبيهة بالأنسولين، ومنشطة للانقسام الخلوي. يعتمد عامل النمو بشكل كبير، ولكنه ليس مطلقاً، على هرمون النمو. يُعتقد أنه عامل نمو جنيني رئيسي على عكس عامل النمو شبيه الانسولين 1 (IGF-1)، الذي يُعد عاملاً نمو رئيسياً في البالغين."

## بنية الجين
يقع جين عامل النمو الشبيه بالأنسولين 2 في البشر على الكروموسوم بي11 15.5، وهي منطقة تحتوي على العديد من الجينات المطبوعة. في الفئران، توجد هذه المنطقة المتماثلة في الكروموسوم 7 البعيد. في كلا الكائنين، يكون عامل النمو الشبيه بالأنسولين 2 مطبوعًا، مع تعبير ينتج بشكل إيجابي من الأليل الموروث من الأب. ومع ذلك، في بعض مناطق الدماغ البشري، يحدث فقدان للبصمة الوراثية مما يؤدي إلى نسخ كل من عامل النمو الشبيه بالأنسولين 2 والجين H19 من كلا الأليلين الأبويين.
يشارك البروتين CTCF في قمع تعبير الجين، عن طريق الارتباط بمنطقة التحكم في بصمة H19 جنبًا إلى جنب مع المنطقة الميثيلية المختلفة-1 (DMR1) ومنطقة ارتباط المصفوفة -3 (MAR3). ترتبط تسلسلات الحمض النووي الثلاثة هذه بـ CTCF بطريقة تحد من وصول المُعزز إلى منطقة عامل النمو الشبيه بالأنسولين 2 اللاحقة لهذا البروتين. الآلية التي يرتبط بها CTCF بهذه المناطق غير معروفة حاليًا، ولكنها قد تشمل إما تفاعلًا مباشرًا بين الحمض النووي و CTCF أو قد تتوسطها بروتينات أخرى. في الثدييات (الفئران والبشر والخنازير)، يكون الأليل لعامل النمو الشبيه بالأنسولين 2 الموروث من الأب فقط نشطًا؛ أما الموروث من الأم فهو غير نشط - وهي ظاهرة تسمى البصمة الوراثية. الآلية: يحتوي أليل الأم على عازل بين مُحفِّز ومعزز لعامل النمو الشبيه بالأنسولين 2. وكذلك يفعل أليل الأب، ولكن في حالته، مُثل العازل. لم يعد بإمكان CTCF الارتباط بالعازل، وبالتالي أصبح المُعزز الآن حرًا في تشغيل مُحفِّز عامل النمو الشبيه بالأنسولين 2 للأب.
يشتمل الشكل المعياري للبروتين الأولي لعامل النمو الشبيه بالأنسولين 2 (180 حمضًا أمينيًا) على ببتيد إشارة (الأحماض الأمينية 1-24) وببتيد أولي (الأحماض الأمينية 92-180). تزيل المعالجة البروتينية ببتيد الإشارة والببتيد الأولي لتوليد الهرمون الناضج (الأحماض الأمينية 25-91).

## الوظيفة
الدور الرئيسي لعامل النمو الشبيه بالأنسولين 2 هو كونه هرمونًا محفزًا للنمو خلال فترة الحمل.
يمارس عامل النمو الشبيه بالأنسولين 2 تأثيراته عن طريق الارتباط بمستقبل عامل النمو الشبيه بالأنسولين 1 وبالشكل القصير من مستقبل الإنسولين (IR-A أو exon 11). قد يرتبط عامل النمو الشبيه بالأنسولين 2 أيضًا بمستقبل عامل النمو الشبيه بالأنسولين 2 (الذي يُسمى أيضًا مستقبل مانوز 6-فوسفات المستقل عن الكاتيون)، الذي يعمل كخصم للإشارات؛ أي لمنع استجابات عامل النمو الشبيه بالأنسولين 2.
في عملية تكوين الجريبات، يُنتج عامل النمو الشبيه بالأنسولين 2 بواسطة الخلايا الجرابية ليعمل بطريقة ذاتية الإفراز على الخلايا الجرابية نفسها، وبطريقة جارة الإفراز على الخلايا الحبيبية في المبيض. يُحفز عامل النمو الشبيه بالأنسولين 2 تكاثر الخلايا الحبيبية خلال المرحلة الجريبية من الدورة الشهرية، حيث يعمل جنبًا إلى جنب مع الهرمون المنبه للجريب (FSH). بعد حدوث الإباضة، يُحفز عامل النمو الشبيه بالأنسولين 2 إفراز البروجستيرون خلال المرحلة الأصفرية من الدورة الشهرية، جنبًا إلى جنب مع الهرمون الملوتن (LH). وهكذا، يعمل عامل النمو الشبيه بالأنسولين 2 كهرمون مساعد جنبًا إلى جنب مع كل من الهرمون المنبه للجريب وهرمون ملوتن.
وجدت دراسة في كلية طب ماونت سيناي أن عامل النمو الشبيه بالأنسولين 2 قد يكون مرتبطًا بالذاكرة والتكاثر. وجدت دراسة في معهد العلوم العصبية الأوروبي-غوتنغن (ألمانيا) أن إشارات عامل النمو الشبيه بالأنسولين 2/بروتين رابط لعامل النمو الشبيه بالأنسولين 7 الناتجة عن انطفاء الخوف تُحفز بقاء الخلايا العصبية الحُصينية الوليدة التي تتراوح أعمارها بين 17 و19 يومًا. يشير هذا إلى أن الاستراتيجيات العلاجية التي تُعزز إشارات عامل النمو الشبيه بالأنسولين 2 والتكوين العصبي للبالغين قد تكون مناسبة لعلاج الأمراض المرتبطة بذاكرة الخوف المفرطة مثل اضطراب ما بعد الصدمة (PTSD).

## البربتين
البربتين، وهو هرمون ببتيدي مكون من 34 حمضًا أمينيًا تنتجه البنكرياس والكلى وأنسجة الثدي والغدد اللعابية، مشتق من الانقسام البروتيني للبروتين الطلائعي لعامل النمو الشبيه بالأنسولين 2. يتكون تسلسل البربتين (الأحماض الأمينية 93-126 من البروتين الطلائعي لعامل النمو الشبيه بالأنسولين 2 المتعارف عليه) من موقع انقسام أرجينين (Arg) في الطرف الأميني وعزز انقسام ثنائية قاعدية افتراضية (Arg-Arg) في الطرف الكربوكسيلي.يتواجد البربتين في خلايا بيتا الجزرية، ويخضع للإفراز المشترك بوساطة الجلوكوز مع الأنسولين، ويعمل كمُضخِّم فسيولوجي لإفراز الأنسولين بوساطة الجلوكوز. له تأثير ابتنائي على نمو العظام ويُظهر خصائص تكوين العظام، مما يزيد من نشاط تكاثر الخلايا العظمية من خلال التنشيط الفسفوري لبروتين كيناز المنشط بالمايتوجين 1(MAPK1) وبروتين كيناز المنشط بالمايتوجين 3 (MAPK3). يقع هذا النشاط ضمن أول 16 حمضًا أمينيًا من البربتين. يؤدي الاستئصال الجيني للمنطقة المشفرة للبربتين من عامل النمو الشبيه بالأنسولين 2 في إناث الفئران إلى إضعاف وظائف البنكرياس.

## الأهمية السريرية
يُنتج عامل النمو الشبيه بالأنسولين 2 أحيانًا بكميات زائدة في أورام الخلايا الجزيرية وأورام الخلايا المُسببة لنقص سكر الدم غير الجزيرية، مما يُسبب نقص سكر الدم. متلازمة دويج-بوتر هي متلازمة الأباعد الورمية يرتبط فيها نقص سكر الدم بوجود ورم أو أكثر من الأورام الليفية غير الجزيرية في التجويف الجنبي. يُعد فقدان الطبع الجيني لعامل النمو الشبيه بالأنسولين 2 سمة شائعة في الأورام التي تُرى في متلازمة بكوث-ودمان. نظرًا لأن عامل النمو الشبيه بالأنسولين 2 يُعزز نمو خلايا بيتا البنكرياسية الجنينية، يُعتقد أنه مرتبط ببعض أشكال داء السكري. يُحفز ما قبل تسمم الحمل انخفاضًا في مستوى المثيلة في المنطقة منزوعة المثيلة لعامل النمو الشبيه بالأنسولين 2، وقد يكون هذا من بين الآليات الكامنة وراء الارتباط بين التعرض داخل الرحم لتسمم الحمل وزيادة خطر الإصابة بأمراض التمثيل الغذائي في حياة الرُضع اللاحقة. في الحيوانات، ثبت أن السموم مثل ثنائي الفينيل متعدد الكلور (PCB) تُؤثر على التعبير عن عامل النمو الشبيه بالأنسولين 2.

## التفاعلات
لقد ثَبُتَ أن عامل النمو الشبيه بالأنسولين 2 يتفاعل مع بروتين رابط لعامل النمو الشبيه بالأنسولين3 (IGFBP3) وناقل الحديد.

## روابط خارجية
- Insulin-Like+Growth+Factor+II في المكتبة الوطنية الأمريكية للطب نظام فهرسة المواضيع الطبية (MeSH).